# کردستان ترکیه

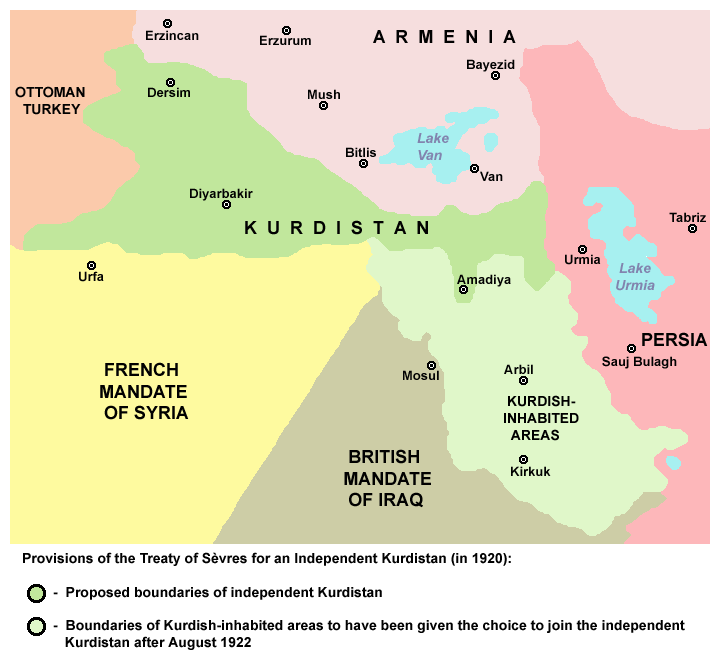
نقشه سرزمین کردستان برپایه پیمان سور

رنگ قرمز درصد جمعیت کرد نسبت به باقی جمعیت ترکیه در مناطق مختلف این کشور را نشان می‌دهد (قرمز کمرنگ نشان‌گر درصد جمعیت پایین‌تر می‌باشد)

بخش‌های کردنشین ترکیه یا کردستان ترکیه (به کردی:باکووری کوردستان) نامی غیررسمی است که بعضاً برای بخش‌هایی از شرق و جنوب شرق ترکیه به‌کار می‌رود. بیشتر ساکنان این مناطق را کُردها تشکیل می‌دهند. به ادعای مؤسسه کردی پاریس این مناطق با مساحتی حدود ۲۳۰ هزار کیلومتر مربع (به‌طور تقریبی معادل دو‌ سوم مساحت ناحیه آناتولی شرقی و دو سوم ناحیه آناتولی جنوب شرق) تقریباً ۳۰ درصد از خاک ترکیه را دربر گرفته است. حدود دو سوم از کردهای ترکیه در جنوب شرقی و شرق ترکیه (موسوم به بخش‌های کردنشین ترکیه) سکونت دارند. بر طبق منابع سازمان سیا در سال ۲۰۱۶ میلادی، بافت قومیتی ترکیه شامل ۷۰٪-۷۵٪ ترک، ۱۹٪ کرد و ۷٪-۱۲٪ سایر گروه‌های قومی می‌باشد.بر اساس گفته مؤسسه کردی پاریس در سال ۲۰۱۶، جمعیت کُردهای ترکیه ۲۰ میلیون و ۲۵٪ جمعیت ترکیه را تشکیل میدهند. 
و همچنین بر پایه آماری که در سال ۲۰۱۲ توسط آژانس خبری فرات منتشر شد، جمعیت کردها در ترکیه بیش از ۲۲ میلیون نفر برآورد شده‌ است.
بسیاری از شهرهای کردستان ترکیه طی سال‌های اخیر به علت نارضایتی مردم کُرد از وضعیت موجود، صحنهٔ آشوب و درگیری بوده است. احزابی مانند پ‌ک‌ک خواهان خودمختاری مناطق کردنشین در ترکیه می‌باشند. بسیاری از کردهای ترکیه به استانبول مهاجرت کرده‌اند به‌گونه‌ای که استانبول به بزرگ‌ترین شهر کردنشین ترکیه مبدل گشته است.
از سال ۱۹۹۰ مهاجرت اجباری از جنوب شرقی ترکیه، میلیون‌ها کرد را به شهرهایی مانند استانبول، آنکارا و ازمیر آورد. جمعیت کردها در استانبول بین ۰٫۵ تا ۱ میلیون نفر تخمین زده می‌شود (سال ۱۹۹۷). همچنین طبق تخمین دیگری ، جمعیت کردها در استانبول، آنکارا، ازمیر و سایر شهرهای بزرگ (به جز استان‌های کردنشین ترکیه) در حدود ۳۵ درصد کل جمعیت کردهای ترکیه است که چیزی حدود ۵ تا ۷ میلیون نفر می‌باشد.

## پیشینه

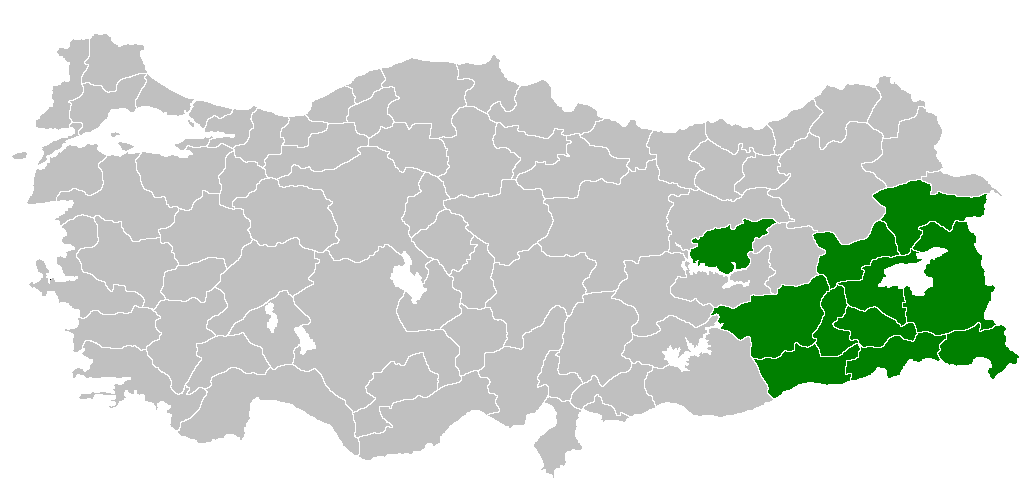
مناطقی که با رنگ سبز مشخص شده مناطق با حداکثریت کرد است، که در اختیار حزب hdp است.

کردوئنه سرزمینی باستانی در جنوب دریاچهٔ وان و شمال میانرودان در هزارهٔ اول پیش از میلاد بود. بسیاری بر این باورند که کردوئنه همان سرزمینی‌ست که امروز کردستان خوانده می‌شود. و دانشنامه کلمبیا این ارتباط را ذکر کرده است.
برخی از دانشوران قرن نوزدهم نظیر جرج رولینسن کردوئنه و کاردوخی را با کردهای امروزی یکی دانستند و اظهار کردند کاردوخی معادل لغوی باستانی کردستان است. برخی منابع آکادمیک تازه معتقدند باید پروتو-کرد دانسته شود. نمونه‌های زیادی از این‌گونه نام‌ها وجود دارد که به دلیل سختی بیان حرف «خ» در لاتین است. با این حال باور بر این است که مردم کردوئنا به زبانی ایرانی سخن می‌گفته‌اند.
در سال ۹۹۰ تا ۱۰۸۵ میلادی دودمان کردتبار مروانیان بر شمال میانرودان، بدلیس، دیاربکر و وان حکم می‌راندند.
مبارزات کردها در دورهٔ عثمانی علیه سلطهٔ ترک‌ها برقرار بود؛ یکی از نمونه‌ها شورش و مقاومت یزدانشیر امیر بوتان بود. با تجزیهٔ امپراتوری عثمانی و متعاقب آن معاهدهٔ سور (که قراردادی در به رسمیت شناختن حقوق ملی کردها بود)، ایجاد دولت کردستان در خاک امپراتوری عثمانی پیشین منظور شده بود. بعدها پیمان لوزان جایگزین پیمان سور گردید. به همین دلیل کردها به رهبری شیخ محمود برزنجی در مقابل ارتش انگلیس در خاک کردستان عراق امروزین دست به مقاومت زدند.
مصطفی کمال‌پاشا (آتاترک) که جنگ‌های استقلال ترکیه را فرماندهی می‌کرد، به نقش حساس کردها در این جنگ واقف بود، از این‌رو با دادن وعده‌های زیاد به کردها حمایت آن‌ها را جلب، و در سایهٔ پیروزی‌های چشمگیر مصطفی کمال، براساس معاهدهٔ لوزان، دولت نوین ترکیه تحت حاکمیت کمالیسم به رسمیت شناخته شد. اما ممنوع‌شدن مظاهر هویت کردی از جمله زبان و پوشش، تمامی نیروهای ملی و مذهبی را وادار به عکس‌العمل نمود و از سال ۱۹۲۴ تا ۱۹۳۹، در اثر سخت‌گیری‌های دولت ترکیه یک سلسله شورش‌هایی در میان کردها علیه دولت مرکزی ترکیه به وقوع پیوست. شورش شیخ سعید پیران، قیام آرارات و قیام درسیم از مهم‌ترین شورش‌های این دوره هستند. دولت مرکزی ترکیه با واکنش‌های سخت و خشن، کلیه شورش‌های صورت گرفته را سرکوب کرد.
مهم‌ترین حرکتی که در بخش‌های کردنشین ترکیه بوقوع پیوست، تشکیل جمهوری آرارات در سال ۱۹۲۷ در بخش‌های کردنشین ترکیه بود. جمهوری آرارات توسط روشنفکران کرد و خاندان بدرخانیان برپا گشته بود که توسط حکومت ترکیه سرکوب گردید.
در بین سال‌های ۱۹۳۷ تا ۱۹۳۸ در پی قیام درسیم، ارتش ترکیه به رهبری آتاتورک ۶۵٬۰۰۰ تا ۷۰٬۰۰۰ از کردهای علوی ساکن استان درسیم (استان تونج‌ایلی امروزی) را قتل‌عام کردند.

## فرهنگ و مردم
بیشتر کردهای ترکیه به گویش کرمانجی و بخشی از کوردها به گویش زازا سخن می‌گویند. در کل کردهای ترکیه اشتراکات فراوانی با سایر کردها در کشورهای دیگر دارند و در طول تاریخ و به ویژه پیش از مرزبندی‌های معاصر، همواره با سایر کردها پیوند داشته‌اند، اکثریت کردهای ترکیه سنی مذهب هستند.
یکی از مهم‌ترین جشن‌ها و مراسم‌هایی که در مناطق کردنشین ترکیه رایج‌است، جشن نوروز است. این جشن‌ها در واقع حدود یک هفته قبل از نوروز توسط جوانانی که در روستاها و شهرها آتش روشن می‌کنند و از روی شعله‌ها می‌پرند (سنتی که در ایران نیز دیده می‌شود) آغاز می‌شوند. به علت راهپیمایی‌هایی که کردها مخصوصاً در شهر دیاربکر به مناسبت نوروز ترتیب می‌دهند و حساسیت‌هایی که دولت ترکیه به این تجمعات داشته است، این گردهمایی در خیابان‌ها رنگ و بوی سیاسی گرفته است.

## سیاست
در انتخابات مجلس ملی ترکیه (۲۰۱۱) حزب عدالت و توسعه توانست که قریب به نیمی از آرای شرکت کنندگان در انتخابات را کسب کند و جبهه رنج، دمکراسی و آزادی نیز که احزاب کردی BDP و PAR - HAK و KADEP از آن حمایت به عمل آورده بودند با شعار «برای جمهوری دمکراتیک، برای خودمختاری دمکراتیک» در انتخاب با نامزدهای مستقل شرکت کرده بود.
در انتخابات ریاست‌جمهوری ترکیه (۲۰۱۴) حزب دموکراتیک خلق‌ها، صلاح الدین دمیرتاش را به عنوان نامزد انتخابات ریاست جمهوری معرفی کرد که به رقابت با دو نامزد دیگر از جمله رجب طیب اردوغان، نخست‌وزیر ترکیه و نامزد حزب عدالت و توسعه، پرداخت، با این حال رجب طیب اردوغان با کسب ۵۱/۷۹٪ آرا پیروز انتخابات شد.

## اقتصاد

درآمد سرانهٔ استان‌های ترکیه بر اساس آمار سال ۲۰۱۱ (به دلار):
۲۶ ۰۰۰ و بیشتر
۲۲ ۰۰۰ – ۲۶ ۰۰۰
۱۸ ۰۰۰ – ۲۲ ۰۰۰
۱۳ ۷۰۰ (میانگین ترکیه) – ۱۸ ۰۰۰
۱۰ ۰۰۰– ۱۳ ۷۰۰
۶ ۰۰۰ – ۱۰ ۰۰۰
۲ ۰۰۰ – ۶ ۰۰۰
کمتر از۲ ۰۰۰

مناطق کردنشین ترکیه همواره جزو فقیرترین و توسعه نیافته‌ترین مناطق این کشور بوده‌اند و نرخ بیکاری جوانان در این منطقه بسیار بیشتر از دیگر نقاط کشور است. تهیدستی، بیکاری، محرومیت، سرکوب و خفقان در نواحی جنوب‌شرقی و شرق ترکیه در طی سدهٔ اخیر، موجب پدید آمدن جریانی به نام پ‌ک‌ک در دههٔ ۱۹۷۰ شده است.

## کردها و ترکیه
بنیاد حقوق بشر دیاربکر (İHD) اعلام کرده که در سالیان ۱۹۹۳ تا ۱۹۹۷ بیش از پنج هزار نفر از شهروندان عادی کُرد در ترکیه توسط واحد اطلاعات و ضدترور ژاندارمری (JITEM) کشته شده‌اند و اجساد اغلب این قربانیان کشف نشده است. شرکت رادیو تلویزیون دولتی ترکیه کانالی به نام ت‌رت کردی (TRT KURDI) را که به صورت ۲۴ ساعته به زبان کردی پخش می‌کند راه‌اندازی کرده است. به گفته کمیته حمایت از روزنامه‌نگاران، ۷۰ درصد از روزنامه‌نگارانی که در سال ۲۰۱۲ در ترکیه زندانی شده‌اند، کرد هستند و در این سال ترکیه بزرگ‌ترین زندان روزنامه‌نگاران در جهان بوده است.
نلسون ماندلا، قهرمان مبارزه با نژادپرستی، در سال ۱۹۹۲ از پذیرش «جایزه صلح آتاترک» سرباز زد. در تلاشی برای انکار هویت کردها دولت ترکیه تا سال ۱۹۹۱ کردها را جزو ترک‌های کوهستانی رده‌بندی می‌کرد.

## ناحیه‌های کردنشین ترکیه
| ردیف | نام                                          | مرکز    | نام کردی                          | وسعت (کیلومتر مربع) | جمعیت (۲۰۲۲) |
| ---- | -------------------------------------------- | ------- | --------------------------------- | ------------------- | ------------ |
| ۱    | آناتولی جنوب شرقی (۶ استان از مجموع ۸ استان) | دیاربکر | ناوچهٔ ئاناتۆلیای باشووری ڕۆژهه‌ڵات | ۶۲٬۷۶۲              | ۹٬۳۰۵٬۳۱۲    |
| ۲    | آناتولی شرقی (۸ استان از مجموع ۱۵ استان)     | وان     | ناوچهٔ ئاناتۆلیای ڕۆژهه‌ڵات         | ۱۵۱٬۷۹۵             | ۶٬۳۷۵٬۸۶۶    |
| کل   | بخش‌های کردنشین ترکیه                         | دیاربکر | باکووری کوردستان                  | ۲۱۴٬۵۵۷             | ۱۵٬۶۸۱٬۱۷۸   |

## استان‌ها
سرزمین‌های کردنشین در ترکیه در تقسیمات کشوری ترکیه در گذشته ۱۱ استان (به ترکی: ایل) بودند. و بعدتر بر اثر تقسیمات کشوری مجدد، همان سرزمین‌ها را این بار به ۱۷ استان تقسیم کردند. و بعدتر در آغاز دهه ۹۰ بر اثر تقسیمات کشوری جدیدتر، همان سرزمین‌ها را این بار به ۲۱ استان تقسیم کردند. کشور ترکیه دارای ۸۱ استان است که بر اساس دانشنامه بریتانیکا کردها در ۲۱ استان کردنشین در اکثریت هستند. بخش‌های کردنشین ترکیه شامل تمام ۱۵ استان آناتولی شرقی و ۶ استان از ۸ استان آناتولی جنوب شرقی (به جز دو استان استان غازی عینتاب و استان کیلیس) است. همچنین کردها در سایر مناطق و استان‌های ترکیه نیز حضور دارند. برای نمونه در خارج از بخش‌های کردنشین ترکیه در استان غازی عینتاب (پارێزگای دیلۆک) در آناتولی جنوب شرقی یا استان آق‌سرای (پارێزگای ئاکسارای) یا استان سیواس (پارێزگای سێواس) در ناحیه آناتولی مرکزی تعداد زیادی کرد زندگی می‌کنند و اقلیت‌هایی پرشمار در ناحیه مدیترانه و ناحیه اژه و ناحیه مرمره دارند ولی در ناحیه دریای سیاه جمعیت بسیار کمی دارند.

## فهرست استان‌های کردنشین ترکیه

ناحیه آناتولی جنوب شرقی

ناحیه آناتولی شرقی

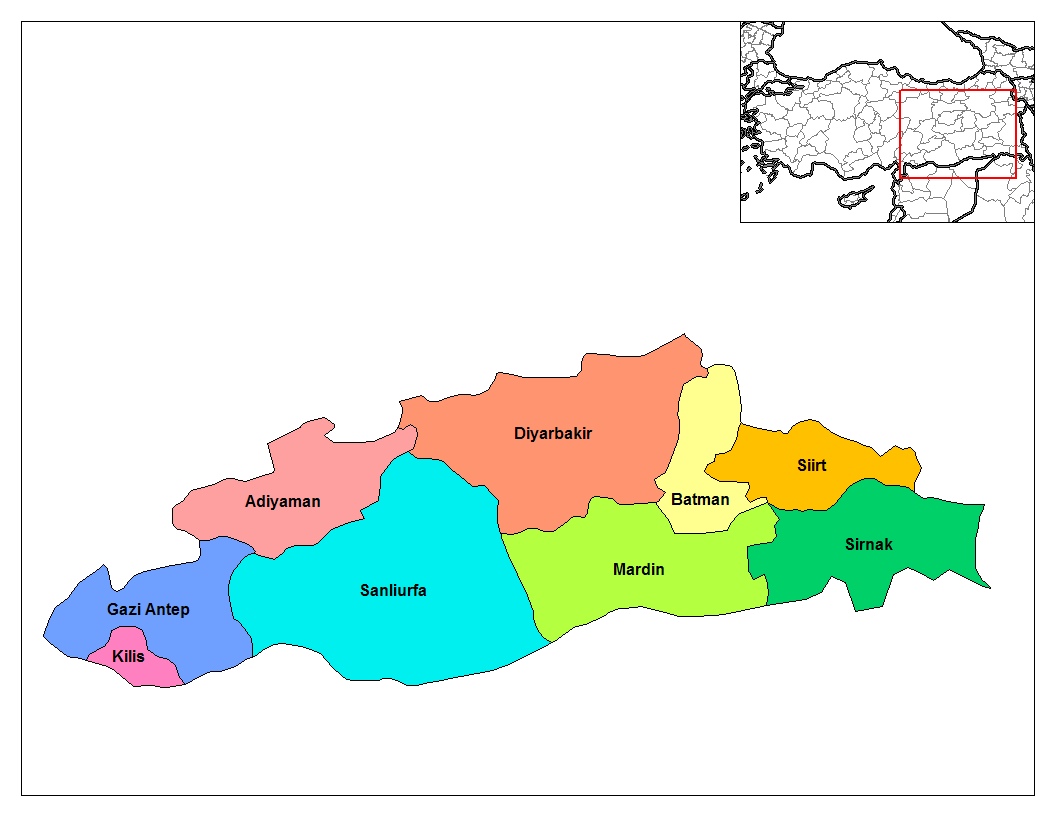
استان‌های آناتولی جنوب شرقی

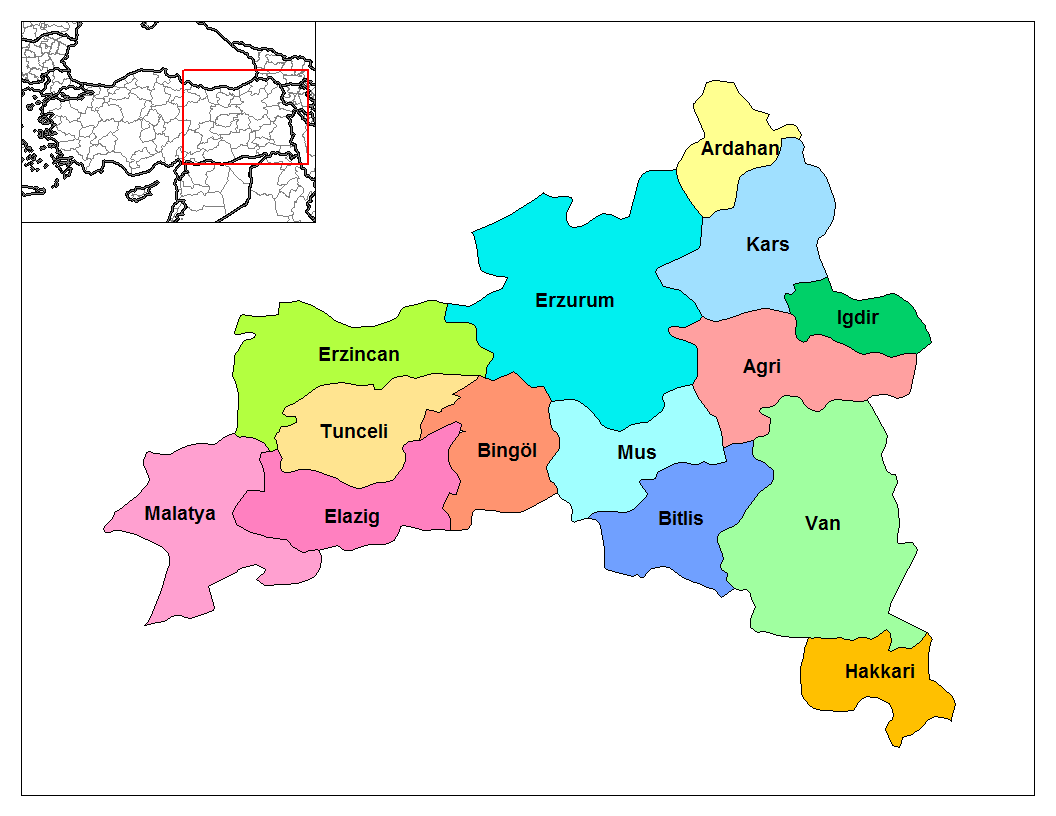
استان‌های آناتولی شرقی

از استان‌های ترکیه ۲۱ استان به عنوان مناطق با اکثریت کرد معرفی می‌شود. در این مناطق اقلیت‌های قابل توجه عرب، ارمنی، آشوری و ترک نیز وجود دارد و در سایر مناطق ترکیه اقلیت‌های قابل توجهی از کردها همانند کردهای استانبول و کردهای آناتولی مرکزی و سایر اقوام وجود دارند. استان‌های هر ناحیه به ترتیب وسعت مرتب شده‌اند:
| ردیف              | نام                  | مرکز              | نام کردی          | وسعت (کیلومتر مربع) | جمعیت (۲۰۱۹)      |
| آناتولی جنوب شرقی | آناتولی جنوب شرقی    | آناتولی جنوب شرقی | آناتولی جنوب شرقی | آناتولی جنوب شرقی   | آناتولی جنوب شرقی |
| ----------------- | -------------------- | ----------------- | ----------------- | ------------------- | ----------------- |
| ۱                 | استان اورفا          | اورفا             | ڕحا               | ۱۹٬۳۳۶              | ۲٬۰۷۳٬۶۱۴         |
| ۲                 | استان دیاربکر        | دیاربکر           | ئامه‌د             | ۱۵٬۲۰۴              | ۱٬۷۵۶٬۳۵۳         |
| ۳                 | استان ماردین         | ماردین            | مێردین            | ۸٬۸۰۶               | ۸۳۸٬۷۷۸           |
| ۴                 | استان آدیامان        | آدیامان           | سه‌مسوور           | ۷٬۶۰۶               | ۶۲۶٬۴۶۵           |
| ۵                 | استان شرناک          | شرناک             | شڕنه‌خ             | ۷٬۱۵۱               | ۵۲۹٬۶۱۵           |
| ۶                 | استان باتمان         | باتمان            | ئێلح              | ۴٬۶۵۹               | ۶۰۸٬۶۵۹           |
| آناتولی شرقی      |                      |                   |                   |                     |                   |
| ۷                 | استان ارزروم         | ارزروم            | ئه‌رزیڕۆم          | ۲۵٬۳۳۰              | ۷۶۲٬۰۶۲           |
| ۸                 | استان وان            | وان               | وان               | ۱۹٬۴۱۴              | ۱٬۱۳۶٬۷۵۷         |
| ۹                 | استان ملطیه          | ملطیه             | مه‌له‌تی            | ۱۲٬۱۰۲              | ۸۰۰٬۱۶۵           |
| ۱۰                | استان ارزنجان        | ارزنجان           | ئه‌رزگان           | ۱۱٬۷۲۷              | ۲۳۴٬۷۴۷           |
| ۱۱                | استان آغری           | آغری              | قه‌ره‌کۆسه          | ۱۱٬۴۹۸              | ۵۳۶٬۱۹۹           |
| ۱۲                | استان قارص           | قارص              | قارس              | ۱۰٬۱۳۹              | ۲۸۵٬۴۱۰           |
| ۱۳                | استان الازیغ         | الازیغ            | خارپێت            | ۹٬۲۸۱               | ۵۹۱٬۰۹۸           |
| ۱۴                | استان بینگول         | بینگول            | چه‌ولیگ            | ۸٬۲۵۳               | ۲۷۹٬۸۱۲           |
| ۱۵                | استان موش            | موش               | مووش              | ۸٬۰۶۷               | ۴۰۸٬۸۰۹           |
| ۱۶                | استان تونجلی         | تونجلی            | درسیم/مامهکی      | ۷٬۶۸۵               | ۸۴٬۶۶۰            |
| ۱۷                | استان حکاری          | حکاری             | جۆله‌مێرگ          | ۷٬۱۷۸               | ۲۸۰٬۹۹۱           |
| ۱۸                | استان بیتلیس         | بیتلیس            | بدلیس             | ۷٬۰۹۴               | ۳۴۸٬۱۱۵           |
| ۱۹                | استان سعرد           | سعرد              | سێرت              | ۵٬۴۷۳               | ۳۳۰٬۲۸۰           |
| ۲۰                | استان اردهان         | اردهان            | ئه‌رده‌هان          | ۴٬۹۶۷               | ۹۷٬۳۱۹            |
| ۲۱                | استان ایغدیر         | ایغدیر            | ڕه‌شقه‌ڵاس          | ۳٬۵۸۷               | ۱۹۹٬۴۴۲           |
| کل                | بخش‌های کُردنشین ترکیه | دیاربکر           | ئامه‌د             | ۲۱۴٬۵۵۷             | ۱۲٬۸۰۹٬۳۵۰        |

## رشد جمعیت

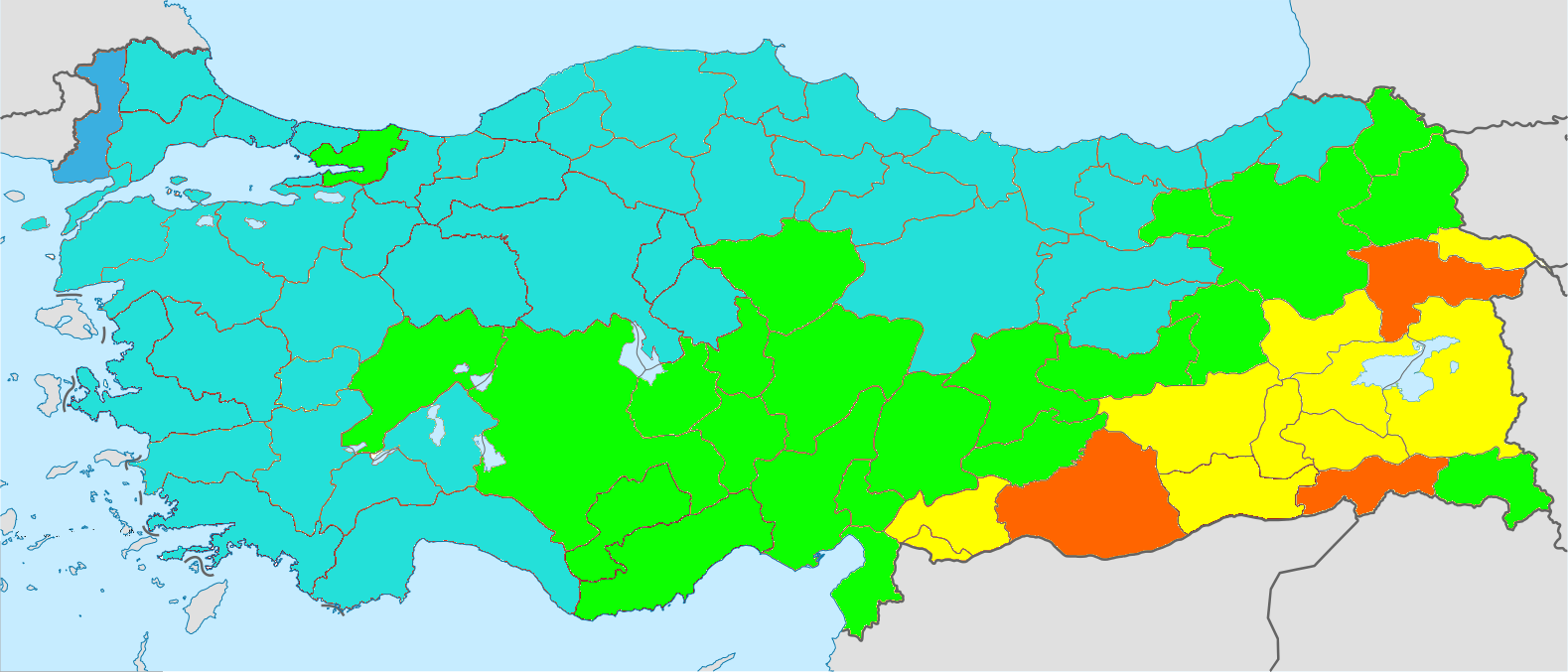
نرخ رشد جمعیت در مناطق مختلف ترکیه (۲۰۱۳).
4-5
3-4
2-3
1.5-2
1-1.5

همان‌طور که در نقشهٔ سال ۲۰۱۳ ترکیه مشخص شده است، رشد جمعیتی کردها دست‌کم دو تا سه برابر مناطق ترک‌نشین در ترکیه است.

## نقشه‌ها

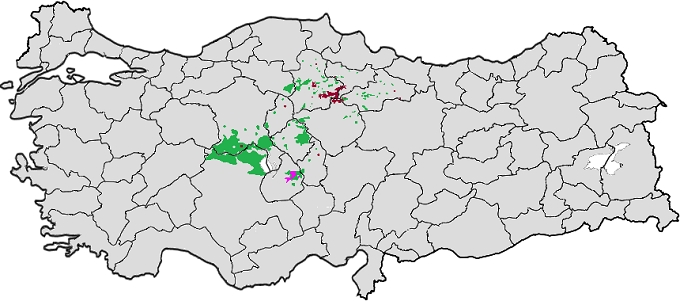
کردها در ناحیهٔ آناتولی مرکزی
نقشهٔ زبان‌های کردی